# Stef Strous
Stefanus Hubertus Marie (Stef) Strous (Ell, 26 december 1957) is een Nederlandse PvdA-politicus en bestuurder.

## Biografie
Van 1971 tot 1977 ging Strous naar het gymnasium-β aan het Bisschoppelijk College Weert. Van 1977 tot 1983 studeerde hij andragologie aan de Rijksuniversiteit Utrecht. Daarna bekleedde hij beleidsmatige, adviserende en directiefuncties in het beroepsonderwijs. Van 2003 tot 2005 volgde hij een postdoctorale opleiding bestuurskunde aan de Universiteit Twente.
Van 2006 tot 2010 was Strous wethouder van Weert en had hij in zijn portefeuille onder andere sociale zaken. In augustus en september 2009 werd het huis van Strous drie keer belaagd. Twee keer vloog er een steen door zijn ruit en een derde keer werd er op zijn ruit geschoten. Nog diezelfde avond werden twee verdachten aangehouden. Ook zijn in Weert meerdere auto's in vlammen opgegaan waaronder die van wethouder Anton Kirkels.
Vanaf 8 februari 2010 was Strous burgemeester van Maasgouw. Na twee termijnen als burgemeester van Maasgouw is hij gestopt en werd hij per 8 februari 2022 waarnemend burgemeester. Op 12 juli 2023 werd Dion Schneider burgemeester van Maasgouw.
Op 16 juni 2023 is op het Kerkplein in Maasbracht het Stef Strous plantsoen met plaquette onthuld. Tekst op de plaquette: Stef Strous plantsoen, aangelegd ter bijzondere blijk van waardering ter gelegenheid van het afscheid van Stef Strous. Burgemeester 2010-2023 gemeente Maasgouw.